# Pepino (Espanha)
Pepino é um município da Espanha na província de Toledo, comunidade autónoma de Castilla-La Mancha, de área 46 km² com população de 1804 habitantes (2006) e densidade populacional de 31,75 hab/km².

## Demografia
| Variação demográfica do município entre 1991 e 2004 | Variação demográfica do município entre 1991 e 2004 | Variação demográfica do município entre 1991 e 2004 | Variação demográfica do município entre 1991 e 2004 |
| --------------------------------------------------- | --------------------------------------------------- | --------------------------------------------------- | --------------------------------------------------- |
| 1991                                                | 1996                                                | 2001                                                | 2004                                                |
| 617                                                 | 787                                                 | 1139                                                | 1460                                                |